# Gran Sasso Science Institute
Il Gran Sasso Science Institute (in sigla GSSI) è una scuola superiore universitaria a ordinamento speciale con sede all'Aquila. Nata nel 2012 come istituto di ricerca e di alta formazione dottorale dipendente dall'istituto nazionale di fisica nucleare, è stata stabilizzata e resa autonoma nel 2016.

## Storia

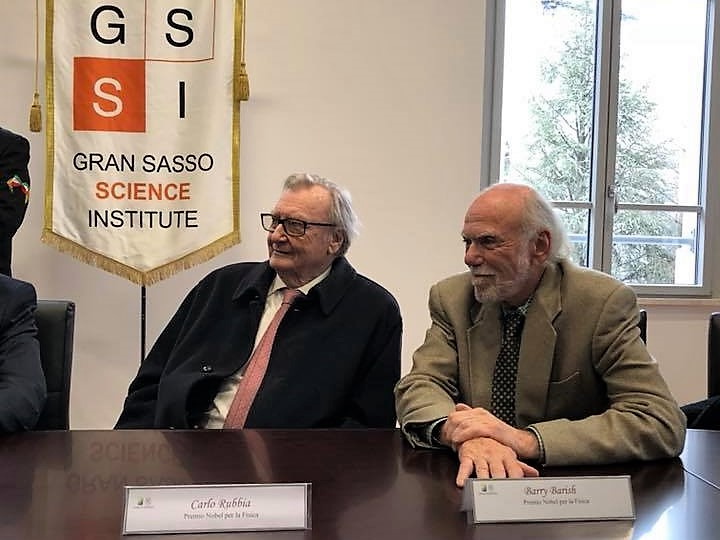
Carlo Rubbia e Barry C. Barish al GSSI nel 2017.

L'istituto prese vita in seguito al terremoto dell'Aquila del 2009, quando il Ministero dell'economia e delle finanze e l'Organizzazione per la cooperazione e lo sviluppo economico (OCSE) allestirono alcuni incontri per programmare il rilancio economico dell'area; venne proposta l'istituzione di un centro universitario di insegnamento e di ricerca che consentisse di sfruttare il potenziale dei laboratori nazionali del Gran Sasso dell'Istituto nazionale di fisica nucleare situati proprio nei pressi del capoluogo abruzzese.
Il GSSI venne quindi istituito ufficialmente nel 2012, con legge nazionale n. 35/2012, e attivato a partire dall'anno accademico 2013-2014. Tra i suoi fondatori si riconoscono gli accademici Eugenio Coccia, nominato primo direttore dell'ateneo, Paola Inverardi e Pierangelo Marcati. L'inaugurazione avvenne il 14 novembre 2013.
L'istituto ha operato inizialmente in via sperimentale come centro nazionale di studi avanzati dell'Istituto nazionale di fisica nucleare, dipendente da esso e sostenuto dall'Università degli Studi dell'Aquila, dall'IMT di Lucca, dalla SISSA di Trieste e dalla Scuola superiore Sant'Anna di Pisa. Nel 2015 l'attività del triennio 2012-2015 è stata analizzata dall'Agenzia nazionale di valutazione del sistema universitario e della ricerca (ANVUR), che ne ha dato un giudizio positivo; di conseguenza, il 25 marzo 2016 l'università è stata definitivamente stabilizzata con apposito decreto del Consiglio dei ministri. L'8 agosto 2016 il direttore Eugenio Coccia è stato eletto primo rettore dell'ateneo, ricevendo la nomina ufficiale dal ministero il 12 settembre.
Nel 2017 l'istituto ha inaugurato una residenza studentesca nello storico Grand Hotel e del Parco e la nuova sede del rettorato nel palazzo ex GIL, mantenendo le aule nella casa della Giovane Italiana, creando un campus universitario diffuso all'interno della villa comunale dell'Aquila. Nel 2020 è stata invece avviata la creazione del collegio Ferrante d'Aragona, un collegio universitario diffuso nel centro storico dell'Aquila, realizzato dalla collaborazione tra il Gran Sasso Science Institute, l'Università degli Studi dell'Aquila e il Comune del capoluogo, per gli studenti dell'Università, del GSSI, dell'Accademia di belle arti dell'Aquila e del Conservatorio Alfredo Casella.

## Struttura
L'istituto ha come lingua ufficiale l'inglese e opera nelle seguenti aree di ricerca:
- Fisica[18]
- Informatica[19]
- Matematica[20]
- Scienze sociali[21]

L'istituto organizza altresì corsi integrativi per gli studenti iscritti ai corsi di laurea specialistica dell'Università degli Studi dell'Aquila e corsi di dottorato triennali per laureati in collaborazione con l'IMT di Lucca, la SISSA di Trieste e la Scuola superiore Sant'Anna di Pisa.

### Sedi

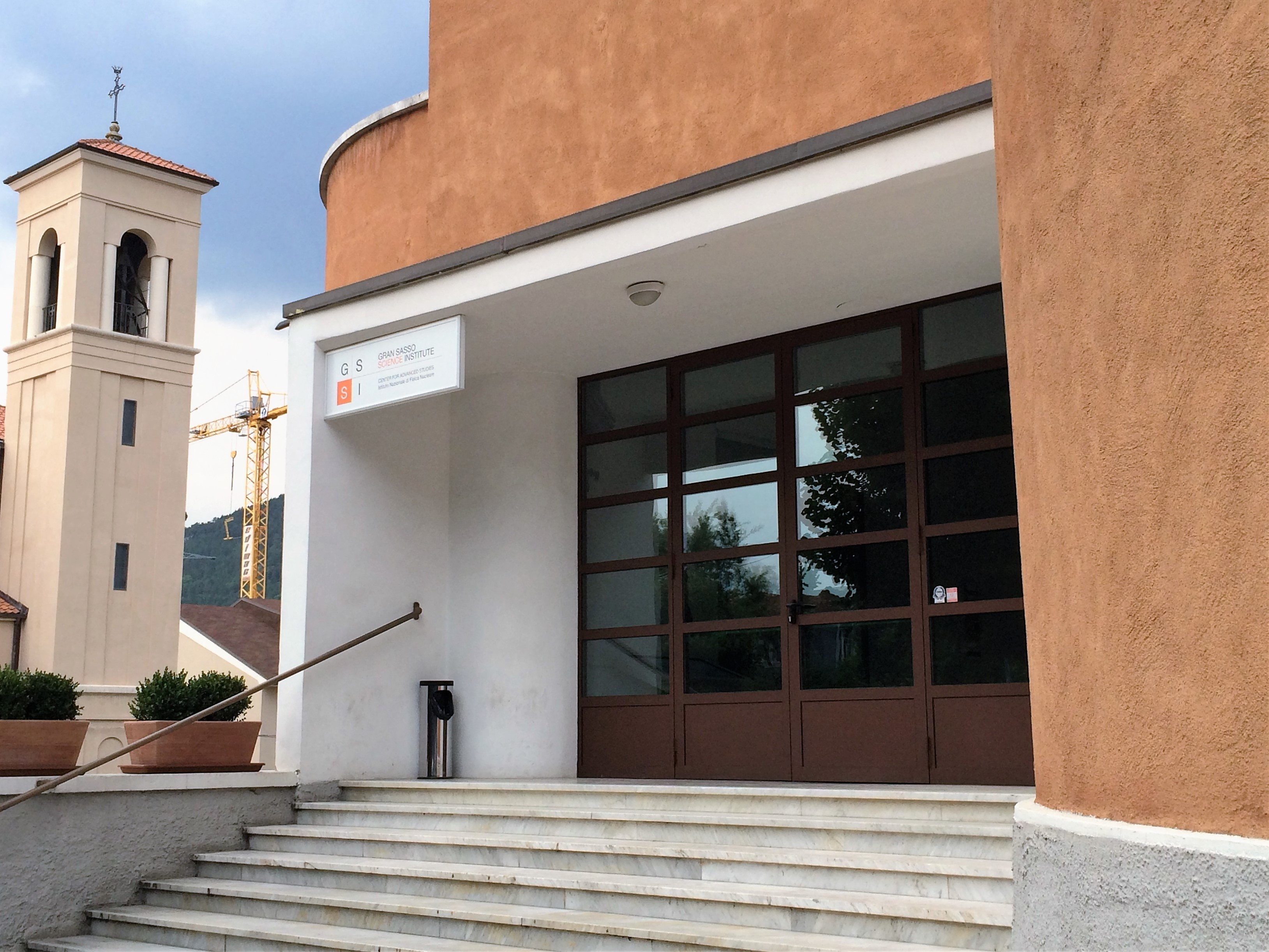
L'ingresso al Gymnasium nella Casa della Giovane Italiana.

L'istituto è situato nel centro storico dell'Aquila, nella zona della Villa comunale: dal 2017, gli uffici e il rettorato hanno sede presso il palazzo dell'ex GIL in via Michele Iacobucci, all'interno del quale è presente l'auditorium dell'istituto; le aule, la biblioteca e la sala conferenze sono situate invece nella Casa della Giovane Italiana, poco distante, in viale Francesco Crispi.

## Attività
Premio Asimov
Il GSSI è promotore, dal 2016, del Premio Asimov, un concorso rivolto a opere di divulgazione e saggistica scientifica pubblicati in lingua italiana, sostenuto e organizzato in collaborazione con numerosi altri enti.

## Rettori
- Eugenio Coccia (12 settembre 2016 - 11 settembre 2022)
- Paola Inverardi (dal 12 settembre 2022)